# マット・アーノルド (野球エグゼクティブ)
マット・アーノルド（Matt Arnold）は、MLBのミルウォーキー・ブルワーズのゼネラルマネージャー（GM）（2020年11月 - ）。

## 経歴
カリフォルニア大学サンタバーバラ校出身で、2007年にタンパベイ・デビルレイズ（2008年よりレイズに改称。）のフロント入りした。そこからGMであるアンドリュー・フリードマンや球団社長であるマシュー・シルバーマンから選手育成やスカウト業について薫陶を受けながら9年間在籍し、キャリアを重ねていく。
2015年10月にはミルウォーキー・ブルワーズのGM補佐に就任し、2020年11月からは球団編成本部長専任となったデビッド・スターンズの後を受け、GMに昇格した。